# N.E.C. in het seizoen 1959/60
Het seizoen 1959/1960 was het zesde jaar in het bestaan van de Nijmeegse betaaldvoetbalclub N.E.C.. De club kwam uit in de Tweede divisie A en eindigde daarin op de achtste plaats.

## Tweede divisie A
|       | Baronie | EBOH  | EDO   | Haarlem | LONGA | ONA   | Roda Sport | UVS   | De Valk | Wilhelmina | Xerxes |
| ----- | ------- | ----- | ----- | ------- | ----- | ----- | ---------- | ----- | ------- | ---------- | ------ |
| Thuis | 2 – 0   | 5 – 0 | 0 – 2 | 3 – 1   | 2 – 2 | 1 – 2 | 2 – 1      | 1 – 3 | 0 – 1   | 1 – 1      | 4 – 2  |
| Uit   | 4 – 0   | 1 – 0 | 2 – 1 | 0 – 2   | 3 – 1 | 1 – 2 | 1 – 0      | 1 – 0 | 1 – 3   | 5 – 0      | 1 – 3  |

## Statistieken N.E.C. 1959/1960

### Eindstand N.E.C. in de Nederlandse Tweede divisie 1959 / 1960
| Stand | Gespeeld | Gewonnen | Gelijk | Verloren | Punten | Doelpunten voor | Doelpunten tegen |
| ----- | -------- | -------- | ------ | -------- | ------ | --------------- | ---------------- |
| 8e    | 22       | 9        | 2      | 11       | 20     | 33              | 35               |

### Topscorers
| Competitie \| # \| Naam \| \| \| -------------- \| ---------------------- \| -- \| \| 1. \| Gerard Francissen \| 7 \| \| 1. \| Ab Kentie \| 7 \| \| 3. \| Tini van Reeken \| 5 \| \| 4. \| Moises Bicentini \| 4 \| \| 4. \| Teun van Ringelenstein \| 4 \| \| 5. \| Jan van Boxtel \| 3 \| \| 6. \| Pedro Koolman \| 1 \| \| 6. \| Toon Mijling \| 1 \| \| Eigen doelpunt \| \| \| \| – \| Frans Wuijts (Xerxes) \| 1 \| \| Totaal \| Totaal \| 33 \| |                        |      |
| # | Naam                   | Goal |
| 1. | Gerard Francissen      | 7    |
| 1. | Ab Kentie              | 7    |
| 3. | Tini van Reeken        | 5    |
| 4. | Moises Bicentini       | 4    |
| 4. | Teun van Ringelenstein | 4    |
| 5. | Jan van Boxtel         | 3    |
| 6. | Pedro Koolman          | 1    |
| 6. | Toon Mijling           | 1    |
| Eigen doelpunt |                        |      |
| – | Frans Wuijts (Xerxes)  | 1    |
| Totaal | Totaal                 | 33   |